# Penda di Mercia
Penda (... – 15 novembre 655) fu re di Mercia e, per un breve periodo, anche re del Wessex.
Pagano in un tempo in cui il Cristianesimo si andava diffondendo e imponendo in molti regni anglosassoni, Penda partecipò alla sconfitta del potente monarca cristiano Edvino di Northumbria nella battaglia di Hatfield Chase del 633. Nove anni dopo, Penda sconfisse e uccise il successore di Edvino, Osvaldo, nella battaglia di Maserfield. Da questo momento, fu probabilmente il più potente re anglosassone dell'epoca. Sconfisse gli eserciti dell'Anglia orientale, mandò in esilio il monarca del Wessex per tre anni e continuò a fare guerra ai berniciani di Northumbria, dai quali fu sconfitto e ucciso tredici anni dopo Maserfield, nel corso della battaglia di Winwaed.
Fu l'ultimo dei grandi re-guerrieri pagani anglosassoni. Tanti sono i punti oscuri e controversi sulla storia di Penda e questo sia perché la sua figura è avvolta nella leggenda sia perché le fonti che parlano di lui sono molte, ma nessuna è merciana. Tutto ciò, comunque, dimostra la grande impronta lasciata da questo sovrano nella storia d'Inghilterra.

## Discendenza, inizio del regno e battaglia contro il Wessex
Era figlio di Pybba (570?-606/615), uno dei primi re di Mercia, ed era considerato discendente di Icel (?-circa 501), un antenato di Winston Churchill e di Luigi XVII di Francia, la cui discendenza veniva fatta risalire fino a Odino.
La Cronaca anglosassone riporta la seguente genealogia: 
(Cronaca anglosassone, manoscritto, 626)
L'Historia Brittonum dice che Pybba ebbe 12 figli, tra cui Penda, ma che Penda e il fratello Eowa erano i meglio conosciuti al suo autore. Molti di questi figli sarebbero in realtà solo delle figure inventate in seguito e utilizzate per reclamare una discendenza da Pybba. Oltre a Eowa, Penda avrebbe avuto anche un fratello di nome Coenwalh, da cui discenderanno due re successivi. Non si sa con certezza né quando né come Penda salì sul trono. Un altro sovrano merciano, Cearl, stando a San Beda il Venerabile avrebbe regnato nello stesso periodo del monarca di Northumbria Æthelfrith, nella prima parte del VII secolo.
Non si sa con certezza quando Penda sia salito sul trono di Mercia. Nella sua Historia ecclesiastica gentis Anglorum, Beda menziona un altro sovrano merciano, Cearl, che avrebbe regnato negli anni in cui Æthelfrith era monarca di Northumbria (quindi nella prima metà del VII secolo). Non si sa se Penda sia salito sul trono dopo Cearl, ed è anche incerto se i due fossero parenti e se sì, quanto stretti. È però anche possibile che i due ci fosse una rivalità dinastica.
Secondo la Cronaca anglosassone, Penda salì sul trono nel 626, regnò per 30 anni e prese il potere all'età di 50. Tuttavia, la stessa fonte dice che morì nel 655 e ciò stona con le indicazioni temporali fornite prima. Per di più, gli storici non considerano credibile il fatto che Penda sia divenuto re a 50 anni, soprattutto in considerazione degli anni dei figli. È infatti considerata inverosimile l'ipotesi secondo cui Penda, attorno agli 80 anni, avrebbe lasciato figli che erano ancora giovani (ad esempio, stando a Beda, Wulfhere era ancora giovane tre anni dopo la morte del padre). È stato quindi ipotizzato che la Cronaca anglosassone voglia intendere che egli aveva 50 anni quando morì. Perciò sarebbe stato più o meno ventenne nel 626, cioè quando salì sul trono
Beda afferma che Pedna fu “il più bellicoso dei regnanti di Mercia” e che, dopo la sconfitta di Edwin (633), regnò sui merciani per 22 anni, con alterne fortune. Secondo lo storico Frank Stenton, le parole di Beda non lasciano dubbi sul fatto che Penda sia appartenuto alla casata reale merciana e che abbia preso il potere solo dopo la sconfitta di Edwin (battaglia di Hatfield Chase). Ma l'Historia Brittonum afferma invece che Penda abbia regnato solo 10 anni, datando forse la sua ascesa al potere a dopo la battaglia di Maserfield (642), anche se la cronologia più comunemente accettata assegna più di dieci anni di regno a questo sovrano. Gli storici propendono di solito a dare maggior credito a Beda. Per Nicholas Brooks, il fatto che tre diverse fonti non merciane (una sassone, una northumbriana e una
gallese) diano diversi periodi temporali potrebbe essere spiegato col fatto che ognuna riflette una cronologia che dipende da quando i rispettivi popoli si siano trovati per la prima volta a confrontarsi militarmente con Penda.

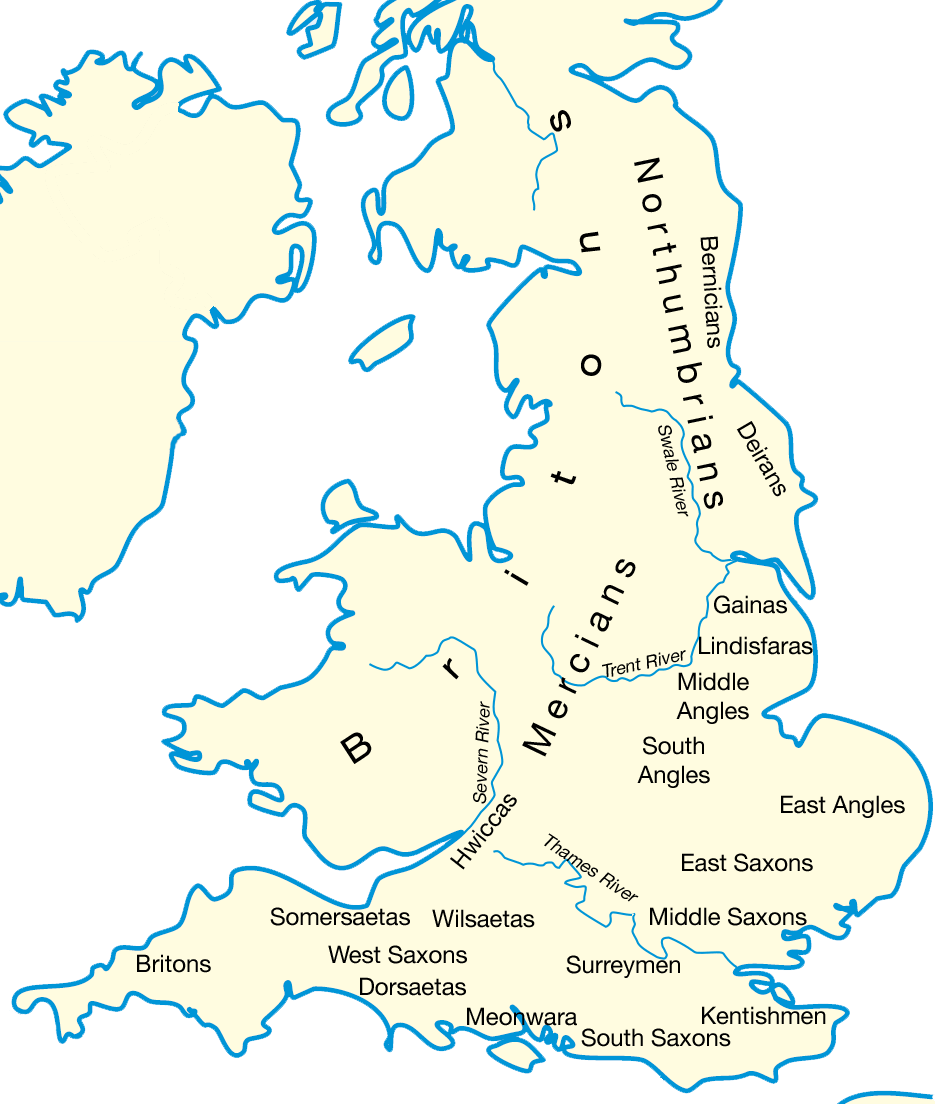
Mappa che mostra la dislocazione dei popoli anglosassoni attorno all'anno 600

Se Pedna sia stato o meno re durante gli anni venti del VII socolo acquista grande importanza alla luce del fatto che la Cronaca anglosassone ricorda una battaglia combattuta da lui contro i sovrani del Wessex, Cynegils e Cwichelm, nel 628 a Cirencester. Se si vuole ipotizzare che in questo periodo Penda non fosse anche re di Mercia, allora bisognerà per forza pensare che egli fosse “signore della guerra” indipendente (secondo Stenton sarebbe stato un nobile della casata reale merciana) che combatteva per questioni proprie. In alternativa, si potrebbe ipotizzare che egli sia stato uno dei tanti sovrani merciani esistenti a quel tempo, ognuno dei quali regnava su una porzione della Mercia. Secondo la Cronaca anglosassone, dopo la battaglia Penda e il Wessex giunsero ad un accordo. È stato anche ipotizzato che quest'intesa abbia segnato una vittoria per Penda, che avrebbe ottenuto Cirencester e i territori lungo il basso corso del fiume Severn. Sembra che quest'area (nella Mercia meridionale) fosse stata conquistata dai sassoni del Wessex nel 577 e che alla fine divenne parte del regno dipendente di Hwicce, che potrebbe essere stato creato proprio da Pedna.

## Alleanza con Cadwallon e battaglia di Hatfield Chase
Sul finire degli anni venti del VII secolo o agli inizi degli anni trenta, scoppiò la guerra tra il sovrano gallese del Gwynedd, Cadwallon ap Cadfan, ed Edwin di Northumbria, il re britannico più potente del tempo. Dopo, sembra, degli iniziali insuccessi, Cadwallon si unì a Penda, che si pensa avesse un ruolo secondario all'interno di questa alleanza. Lo scontro finale avvenne nell'ottobre del 633 nella battaglia di Hatfield Chase. La vittoria arrise ai due alleati. È probabile che Penda non fosse ancora sovrano di Mercia a quel tempo, ruolo che avrebbe assunto subito dopo stando a Beda. Edwin morì nello scontro, mentre il figlio Eadfrith fu fatto prigioniero da Penda.
Un manoscritto recante la Cronaca anglosassone dice che, dopo Hatfield Chase, Cadwallon e Penda devastarono tutto il territorio northumbriano. Di certo Cadwallon continuò la guerra, cosa che invece non è certa per Penda.
Beda dice che i pagani che uccisero Edwin - presumibilmente un riferimento ai merciani di Penda - bruciarono una chiesa e una città a Campodonum, anche se non si sa quando ciò accadde. Probabilmente Pedna si ritirò dalla guerra prima della sconfitta di Cadwallon nella battaglia di Heavenfield, circa un anno dopo Hatfield Chase, dato che non era presente allo scontro. Per di più Beda non fa menzione della presenza nell'assedio e nella battaglia (precedenti) in cui Osric di Deira fu sconfitto e ucciso. Il successo a Hatfield Chase aveva probabilmente elevato lo status di Pedna all'interno di Mercia, permettendogli di diventare re. Ed è forse proprio per rendere sicuro quanto conquistato che Penda si sarebbe ritirato dalla guerra prima della disfatta di Heavenfield Chase.

## Durante il regno di Oswald
Oswald di Bernicia salì sul trono di Northumbria dopo la vittoria
su Cadwallon a Heavenfield Chase. Lo status e le attività di Pedna durante gli anni del regno di Oswald non sono ben noti. Si è pensato che Pedna abbia riconosciuto in una certa maniera l'autorità di Oswald, sebbene è probabile che fosse un ostacolo per la supremazia northumbriana a sud dell'Humber. Le mosse fatte da Oswald verso un'alleanza con i sassoni del Wessex, che occuparono la Mercia meridionale, potrebbe essere letta come un tentativo di prevenire e limitare la potenza merciana, vedendo in Penda una minaccia.
A un certo punto Penda uccise il figlio di Edwin, Eadfrith, contravvenendo alla promessa fatta. Si è pensato che quest'azione sia stata il risultato della pressione esercitata da Oswald, per la cui posizione sul trono Eadfrith avrebbe forse rappresentato un pericolo. Secondo altri, invece, Pedna lo avrebbe eliminato perché preoccupato di una possibile vendetta per il fatto che gli aveva ucciso il padre e il fratello. È anche possibile che Pedna abbia optato per questa scelta perché Eadfrith era un nipote del predecessore di Pedna, Cearl. Quindi un possibile pretendente al trono.
È anche probabile che ad un certo punto Penda combatté e sconfisse gli angli orientali, uccidendo il loro sovrano, Egric, e il precedente re, Sigebert, che era stato portato contro la sua volontà fuori dal monastero dove si era ritirato nel 634, nella convinzione che la sua presenza avrebbe motivato le truppe. Non si sa con certezza la data della battaglia: il 635 è la più probabile, ma comunque non avvenne prima del 640 o 641. Presumendo che questa battaglia abbia avuto luogo prima di quella di Maserfield, può essere che una tale espressione dell'ambizione e del potere emergente di Penda abbia fatto capire a Oswald che il sovrano merciano doveva essere sconfitto per garantire e rafforzare il dominio northumbriano sull'Inghilterra meridionale.
L'Historia Brittonum e gli Annales Cambriae dicono che il fratello di Pedna, Eowa, sarebbe stato sovrano merciano al tempo della battaglia di Maserfield. Eowa potrebbe essere stato un semplice sovrano sottoposto a Penda e potrebbe anche essere che i due abbiano regnato insieme tra gli anni trenta e gli inizi degli anni quaranta del VII secolo. Del resto condividere il potere non era una cosa strana nelle monarchie anglosassoni dell'epoca. Può essere che abbiano regnato rispettivamente sul sud e sul nord della Mercia. Che Penda abbia regnato sulla parte meridionale è una possibilità suggerita dal suo precedente coinvolgimento nell'area dell'Hwicce, così come dal fatto che, dopo la morte d Penda, a suo figlio Peada fu permesso di regnare sulla Mercia meridionale, mentre quella settentrionale finì sotto il controllo diretto della Northumbria. Ciò potrebbe indicare una speciale eredità reclamata sulla Mercia meridionale dal lignaggio di Penda, un diritto che, invece, non poteva essere avanzato sui territori settentrionali.
Un'altra possibilità è stata suggerita da Brooks:  Penda potrebbe aver perso ad un certo punto il potere dopo Heavenfield Chase ed Eowa potrebbe aver realmente regnato sui merciani, almeno per un periodo, come alleato o burattino di Oswald. A sostegno di quest'ultima ipotesi Brooks cita quell'affermazione di Beda secondo cui la fortuna di Pedna fu a fasi alterne durante i suoi 22 anni di potere. E potrebbe essere che nel periodo intercorso tra le battaglie di Hatfield Chase e di Maserfield Pedna potrebbe non essere sempre stato la figura dominate nella Mercia.

## Battaglia di Maserfield
Il 5 agosto del 642 Penda sconfisse i northumbriani a Maserfield, combattuta vicino ai territori gallesi. In questo scontro Oswald trovò la morte. La poesia gallese sopravvissuta suggerisce che Penda abbia combattuto in alleanza con gli abitanti del Powys. Forse all'alleanza partecipò anche Cynddylan ap Cyndrwyn del Pengwern. Se il luogo della battaglia fu, come tradizionalmente si crede, Oswestry, ciò significherebbe che fu Oswald a muovere in armi contro Penda, spinto dalla minaccia rappresentata per lui dall'alleanza del sovrano merciano con il Powys. Secondo la Vita Sancti Oswaldi di Reginaldo di Durham (XII secolo), Penda fuggì tra i gallesi prima della battaglia.
Dopo la battaglia, stando a Beda, Penda fece fare a pezzi il corpo di Oswald: testa e arti furono issati su dei pali. Essendo stato sconfitto da un pagano, il cristiano Oswald fu venerato come un santo e un martire.
Anche Eowa fu ucciso a Maserfield, sebbene non si conosca da quale parte si fosse schierato. Se si crede al fatto che Eowa fosse sovrano merciano in quel periodo, la sua morte potrebbe aver aperto la strada a Penda, cioè a quei dieci anni di regno menzionati dall'Historia Brittonum. Così Penda avrebbe prevalso non solo sui northumbriani, ma anche sui rivali interni.
L'Historia Brittonum sembrerebbe riferirsi a questa battaglia quando dice che Penda per primo separò i merciani dai northumbriani. E quest'affermazione potrebbe essere un indizio importante della relazione esistente tra questi due popoli prima e durante i tempi di Penda. Potrebbe essere esistita una "Confederazione humbriana", che avrebbe incluso i merciani fino a quando Penda non la spezzò. Tuttavia è stato considerato improbabile che questo sia veramente stata la prima occasione di separazione: da questo punto di vista è significativo il fatto che Cearl, predecessore di Penda, avesse dato in sposa sua figlia a Edwin (quando costui era in esilio), che era nemico del sovrano northumbriano Æthelfrith. Se, infatti, egli fece ciò, è logico pensare che non fosse soggetto ad Æthelfrith. Dunque, se ci fu un rapporto di sottomissione, questo si sarebbe sviluppato solo dopo il matrimonio.
La battaglia di Maserfield dette a Penda un potere mai avuto prima da un sovrano merciano e fece di lui il più potente sovrano nell'Inghilterra del tempo. Non ci sono comunque prove che egli abbia tentato di diventare signore di tutti gli altri regni dell'Inghilterra meridionale. La Northumbria, invece, uscì molto indebolita da questa battaglia e si divise in due reami: Deira nel sud (sotto il dominio di Oswine) e Bernicia nel nord (sul cui trono si sedette il fratello di Oswald, Oswiu).

## Campagne militari tra Maserfield e Winwaed
La disfatta di Maserfield indebolì senza dubbio l'influenza northumbriana sul Wessex, il cui nuovo sovrano, il pagano
Cenwealh, sposò la sorella di Penda. Quando Cenwealh (stando a Beda) la ripudiò per prendere un'altra moglie, Penda costrinse Cenwealh ad andare in esilio nell'Anglia orientale (645), dove rimase per tre anni prima di riprendere il potere. Non si sa chi abbia tenuto il potere nel Wessex in questo periodo, ma secondo Kirby chiunque sia stato, lo fece come soggetto di Penda. C'è anche chi ha ipotizzato che Cenwealh sia tornato sul trono solo dopo la morte di Penda (655/656).
Nel 654 Anna, sovrano dell'Anglia orientale che aveva accolto Cenwealh, fu ucciso da Penda. A lui successe il fratello Æthelhere, che fu probabilmente messo sul trono da Penda, dato che poi partecipò all'invasione merciana della Bernicia nel 655. Si è ipotizzato che le guerre di Penda contro gli angli orientali andrebbe letta alla luce di lotte intestine all'interno di questo regno. Potrebbe anche essere, però, che Penda mosse guerra all'Anglia orientale per consolidare il potere merciano nell'Anglia Centrale, dove egli dette il potere al figlio Peada.
Negli anni che seguirono alla battaglia di Maserfield, Penda portò anche guerra nel territorio di Oswiu di Bernicia (Beda dice prima della morte del vescovo Aidan, deceduto il 31 agosto del 651), devastando queste terre e assediando la fortezza reale di Bamburgh.
Non riuscendo a conquistarla i merciani, dice Beda, cercarono di incendiarla. Ma il piano fallì, dice sempre Beda, grazie a un vento che soffiò in risposta alla preghiera di Sant'Aidan. Il vento avrebbe spinto il fuoco contro gli stessi merciani, dissuadendoli da ulteriori tentativi di prendere la città. Alcuni anni dopo la morte di Aidan, Beda narra che Penda guidò un'armata nell'area, devastandola, ma dice anche che quando i merciani bruciarono la chiesa dove Aidan era morto, l'esatto posto dove egli spirò rimase intatto. Ciò fu considerato un miracolo. Non sono ricordate battaglie in campo aperto prima di quella di Winwaed nel 655, cosa che farebbe pensare che Oswiu abbia volutamente evitato lo scontro frontale, perché consapevole della sua debolezza militare: N. J. Higham ha scritto che Penda acquistò rilevante fama di protetto dagli dèi e di re-guerriero, le cui vittorie fecero credere che le sue divinità pagane fossero più efficaci del dio cristiano.

## Relazioni con la Bernicia. Cristianità e Anglia Centrale
Nonostante quanto detto fino a questo momento, i rapporti tra Penda e Oswiu non furono probabilmente sempre ostili durante questo periodo, dato che la figlia di Penda, Cyneburh, sposò Alchfrith di Deira, figlio di Oswiu, e il figlio di Penda, Peada, sposò Alhflaed, figlia di Oswiu. Secondo Beda, che data queste unioni al 653, il secondo matrimonio ebbe come condizione il battesimo di Peada, che lo accettò. Iniziò così la predicazione cristiana nell'Anglia Centrale che, stando sempre a Beda, fu tollerata da Penda, nonostante le sue personali credenze pagane.
La conversione di Peada e l'arrivo di preti cristiani potrebbe essere una prova della tolleranza di Penda nei confronti di questa religione, dato che, del resto, mancano prove di sue interferenze. Tuttavia, il matrimonio e la conversione potrebbero essere visti come un riuscito tentativo da parte di Oswiu di espandere l'influenza berniciana a spese di Penda. C'è chi ha visto in questa conversione ragioni più politiche da entrambe le parti, che non di zelo religioso.
La sorella di Cyneburh, Edburga di Caistor è oggi venerata come santa dalla Chiesa Cattolica.
L'Anglia Centrale come entità politica potrebbe essere stata creata da Penda come un'espressione del potere merciano nell'area sulla scia della vittoria sugli angli orientali. Prima sembra che ci fosse un certo numero di piccoli popoli che abitavano la regione. Il fatto che Penda abbia posto Peada sul trono di questo sub-regno segnerebbe la loro prima unione sotto un solo sovrano. Probabilmente le aree corrispondenti ai distretti di Shropshire e di Herefordshire, lungo la frontiera occidentale di Mercia, vicino al Galles, caddero sotto la dominazione di Mercia in questo periodo. Qui un re chiamato Merewalh regnò sui Magonzati. Nei secoli successivi egli è stato considerato come figlio di Penda, ma la cosa è incerta e dubbia. Stenton, ad esempio, ha ipotizzato che Merewalh fosse il rappresentante di una dinastia locale, che avrebbe continuato a regnare durante la dominazione merciana.

## Battaglia di Winwaed
Nel 655 Penda invase la Bernicia con un'armata di trenta legioni, guidata da trenta duces regii (dice Beda), cioè sovrani o nobili, tra cui Cadafael Cadomedd ap Cynfeddw di Gwynedd ed Aethelhere dell'Anglia orientale. Penda ebbe anche il supporto di Aethelwald di Deira e del successore di Oswine, ucciso nel 651 per ordine di Oswiu. Beda dice che Aethelwald svolse il ruolo di guida durante quest'invasione.
Non si conoscono le motivazioni di quest'invasione. Da Beda sembrerebbe di poter dedurre che la causa sarebbe stato Aethelhere dell'Anglia orientale. Ma si è ipotizzato che un errore di punteggiatura in un tardo manoscritto dell'opera di Beda avrebbe ingenerato confusione e che l'autore avrebbe invece inteso dire che la responsabilità fosse di Penda. Sebbene, secondo Beda, Penda tollerasse la predicazione cristiana, tuttavia egli vide nel sostegno berniciano al cristianesimo in Mercia e Anglia orientale una sorta di colonialismo religioso che minava il suo potere. Ciò potrebbe aver provocato la guerra.
Si è anche ipotizzato che Penda volesse evitare che Oswiu riunificasse la Northumbria e le restituisse quel potere di cui aveva goduto con Edwin e Oswald. Una percezione in termini politici del conflitto tra Bernicia e Deira potrebbe spiegare il ruolo svolto nella guerra da Aethelwald di Deira, che, figlio di Oswald, non avrebbe dovuto essere propenso ad allearsi con chi gli aveva ucciso il padre. Probabilmente egli sperava di poter ottenere per sé il trono berniciano.
Stando all' Historia Brittonum, Penda assediò Oswiu a Iudeu (forse Stirling, nel nord del regno di Oswiu). Oswiu tentò di comprare la pace: nell'Historia viene detto che Oswiu offrì un tesoro che Penda divise tra i suoi alleati, mentre Beda afferma che il re merciano rifiutò la proposta, volendo atterrare la potenza della Northumbria. Inoltre, sempre stando a Beda, Il figlio di Oswiu, Ecgfrith, fu mandato come ostaggio alla corte della regina Cynwise, nelle province merciane, forse come parte dei negoziati e dell'accordo.
Sembrerebbe che l'esercito di Penda abbia a questo punto ripreso la strada di casa, ma, forse proprio durante questa "ritirata", il 15 novembre (secondo Beda) si verificò una grande battaglia vicino al fiume Winwaed (forse il Went). Potrebbe essere che l'esercito di Penda sia stato attaccato da Oswiu, che avrebbe approfittato di una posizione strategicamente sfavorevole dell'armata merciana per sconfiggerla, sebbene questa fosse molto più grande della sua. Le forze merciane furono anche indebolite da alcune diserzioni: secondo l'Historia Brittonum, Cadafael of Gwynedd fuggì di notte con le sue truppe (cosa che gli valse il soprannome di Cadomedd, cioè "Evita battaglia"), mentre Beda afferma che Aethelwald di Deira si ritirò in un luogo sicuro, in attesa dell'esito dello scontro.
Se è vero che l'armata di Penda stava marciando verso casa, è probabilmente perché alcuni dei suoi alleati non volevano combattere, secondo Kirby. Ciò potrebbe dipendere dal fatto che i diversi alleati avevano differenti propositi. Penda e la maggior parte dei suoi comandanti morirono in battaglia. Le fonti dicono che il corpo di Penda fu decapitato, cosa che potrebbe essere stata messa in relazione con il trattamento che il re merciano aveva riservato al corpo di Oswald a Maserfield. Nel XII secolo Enrico di Huntingdon enfatizzò l'idea che Penda subì lo stesso trattamento inflitto ai suoi nemici.

## Conseguenze e valutazioni storiche
Dopo la vittoria di Winwaed, per un breve periodo Oswiu dominò la Mercia, permettendo a Peada di regnare sulla parte meridionale del reame. Due altri figli di Penda, Wulfhere e
Aethelred, in seguito guidarono il paese in successione dopo la fine del dominio northumbriano, sul finire degli anni cinquanta del VII secolo. L'ultimo discendente di Penda a sedere sul trono di Mercia fu suo nipote Ceolred, morto nel 716, dopodiché il potere passò ai discendenti di Eowa, che regnarono fino all'VIII secolo.
Il regno di Penda segnò l'emergere di Mercia dall'oscurità in cui era stata con i re precedenti.
Penda fu l'ultimo grande re-guerriero anglosassone di religione pagana. Higham ha scritto che la sua sconfitta scandì il rintocco funebre del paganesimo inglese sia come ideologia politica che come religione pubblica. Dopo la morte di Penda, i merciani si convertirono al cristianesimo e tutti i suoi tre figli che regnarono dopo furono cristiani. Le figlie
Cyneburh e Cyneswith divennero cristiane e divennero sante, perché, stando ad alcune fonti, si mantennero vergini nonostante fossero sposate. Ci sarebbe anche stato un supposto nipote di Penda, Rumwold, che visse da santo predicatore.
Ciò che si conosce di Penda viene principalmente dalla storia scritta dal northumbriano Beda, un prete non incline a ritrarre oggettivamente un pagano merciano che combatté ferocemente contro i re cristiani e in particolare contro i sovrani northumbriani. Dalla prospettiva dei cristiani che scrissero in seguito su Penda, il tema importante che domina nelle loro descrizioni è il contesto religioso di queste guerre. Tuttavia la vera importanza di Penda fu quella di essersi opposto alla supremazia northumbriana e alla creazione nel VII secolo di un potente e compatto regno di Northumbria.